# 貞光站
貞光站（日语：／ Sadamitsu eki */?）一位於日本德島縣美馬郡劍町，隸屬於四國旅客鐵道（JR四國）的鐵路車站。車站編號為B18。本站是劍町的中心車站，所有特級列車均在此停靠。本站也是前往四國第二高的劍山登山口的下車站，站房在對向月台的一面設置有提示版。每逢夏季更有旅遊巴士由車站廣場接載遊客前往登山口。

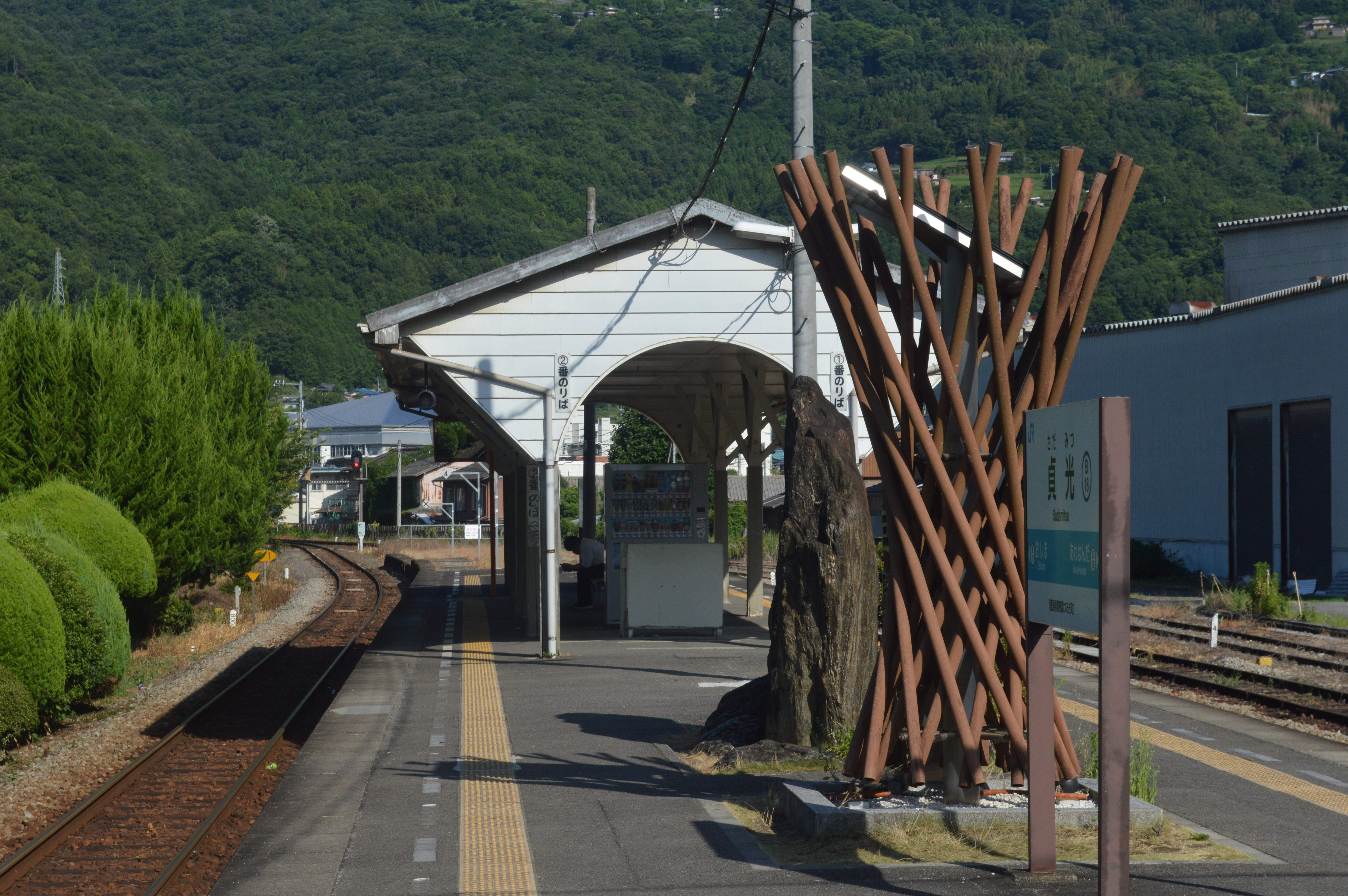
月台（2022年8月）

## 車站構造
本站的站房為單層的木製站房。左側為候車大廳及自動售票機，右側原為站務室，後來改成為商店，曾經由JR四國子公司麵包店Willie Winkie進駐，撤出後改由當地商戶進駐，經營便利商店兼代售車票。
站內設有島式月台1座，提供1線2線的配置。1號月台旁邊另設有側線2線，第1條為可通過側線；第2條則為舊有貨物列車路軌及相關的貨物月台。月台和車站之間以平交道連接，位於月台末端向阿波半田站方向。月台上則設有沿線典型的有蓋候車亭及座椅，長約1節車廂，豎立於月台出入口起約第2節車廂位置。
本站的月台跟江口站和小島站相同，皆不設編號，只以行車方向來區份。但本站則以靠近站房的路軌為下行、而遠離站房的路軌為上行。

### 月台配置
| 月台     | 路線    | 方向 | 目的地         | 備註 |
| -------- | ------- | ---- | -------------- | ---- |
| 靠近站舍 | ■德島線 | 下行 | 阿波池田方向   |      |
| 遠離站舍 | ■德島線 | 上行 | 穴吹、德島方向 |      |

## 歷史
- 1914年3月25日：開業。
- 1987年4月1日：日本國鐵分割民營化，車站的營運由JR四國繼承。

## 相鄰車站
※ 停靠此站的特急「劍山」的相鄰停靠站參見列車條目。
四國旅客鐵道（JR四國）
■德島線
小島（B17）－貞光（B18）－阿波半田（B19）